# Anthaxia beesoniana
Anthaxia beesoniana es una especie de escarabajo del género Anthaxia, familia Buprestidae. Fue descrita científicamente por Gebhardt en 1926.